# Suore di Nostra Signora del Monte Carmelo (Lacombe)
Le Suore di Nostra Signora del Monte Carmelo (in inglese Sisters of Our Lady of Mount Carmel) sono un istituto religioso femminile di diritto pontificio: le suore di questa congregazione pospongono al loro nome la sigla O.Carm.

## Storia
Gli inizi della congregazione risalgono al 1824, quando il sacerdote Charles-François Boutelou fondò a Tours una comunità di Figlie di Nostra Signora del Monte Carmelo. La comunità si trasferì presto a Bourgueil ma, per problemi economici, si dissolse dopo il 1830.
Intanto Boutelou aveva lasciato la Francia e, su invito di Louis Dubourg, vescovo di New Orleans, si era stabilito negli Stati Uniti d'America: venne poi raggiunto da alcune religiose di Bourgueil, guidate da madre Thérèse Chevrel, e nel 1833 la congregazione si ricostituì a Platteville.
Nel 1838 la comunità si trasferì a New Orleans, dove le suore assunsero la direzione di una scuola cattolica per ragazze di colore, e si ebbero presto altre fondazioni (nel 1846 a Lafayette, nel 1855 a Thibodaux, nel 1857 ad Algiers).
L'istituto, aggregato all'ordine carmelitano dal 28 maggio 1930, ricevette il pontificio decreto di lode nel 1957.

## Attività e diffusione
Le suore si dedicano all'istruzione e all'educazione cristiana della gioventù e alle opere di servizio sociale.
Oltre che negli Stati Uniti d'America, sono presenti nelle Filippine; la sede generalizia è a Lacombe.
Alla fine del 2008 la congregazione contava 80 religiose in 27 case.